# Cantó d'Agen Sud-Est
El cantó d'Agen Oest és un cantó francès del departament d'Òlt i Garona, situat al districte d'Agen. Té 2 municipis i part del municipi d'Agen.

## Municipis
- Agen
- Boèr
- Bonencontre

## Història
| Data d'elecció                           | Identitat        | Partit | Qualitat |
| ---------------------------------------- | ---------------- | ------ | -------- |
| 1985-                                    | Guy Saint-Martin | PS     |          |
| les dades anteriors no són pas conegudes |                  |        |          |
|                                          |                  |        |          |

## Demografia
| 1962 | 1968 | 1975 | 1982 | 1990 | 1999 | 2006   |
| ---- | ---- | ---- | ---- | ---- | ---- | ------ |
| -    | -    | -    | -    | -    | -    | 13.077 |